# Tour Alsace
Le Tour Alsace est une compétition cycliste par étapes créée en 2004 par Francis Larger. Inscrit au calendrier UCI Europe Tour en catégorie 2.2, il est par conséquent ouvert aux équipes continentales professionnelles françaises, aux équipes continentales, à des équipes nationales et à des équipes régionales ou de clubs. Les UCI ProTeams (première division) ne peuvent pas participer.
L'épreuve se dispute pendant cinq jours à travers les plaines et montagnes alsaciennes et les régions limitrophes.
L'édition 2020 est annulée en raison de la pandémie de Covid-19.

## Histoire
Le Tour Alsace est créé en 2004 par Francis Larger, patron du Groupe Larger, qui comprend notamment les auto-écoles Larger et une agence de communication[Laquelle ?]. Il s'est impliqué auparavant dans l'organisation de la Trans-Alsace, puis s’en est éloigné à la suite de divergences avec l'équipe dirigeante. Il lance le Tour Alsace avec le soutien de réseaux d'entreprises, notamment la CGPME du Haut-Rhin, dont il est administrateur, et la Chambre de commerce et d'industrie Sud Alsace Mulhouse, dont il est le trésorier,,.
En 2007, le Tour Alsace intègre le calendrier de l'UCI Europe Tour, en catégorie 2.2.

## Palmarès

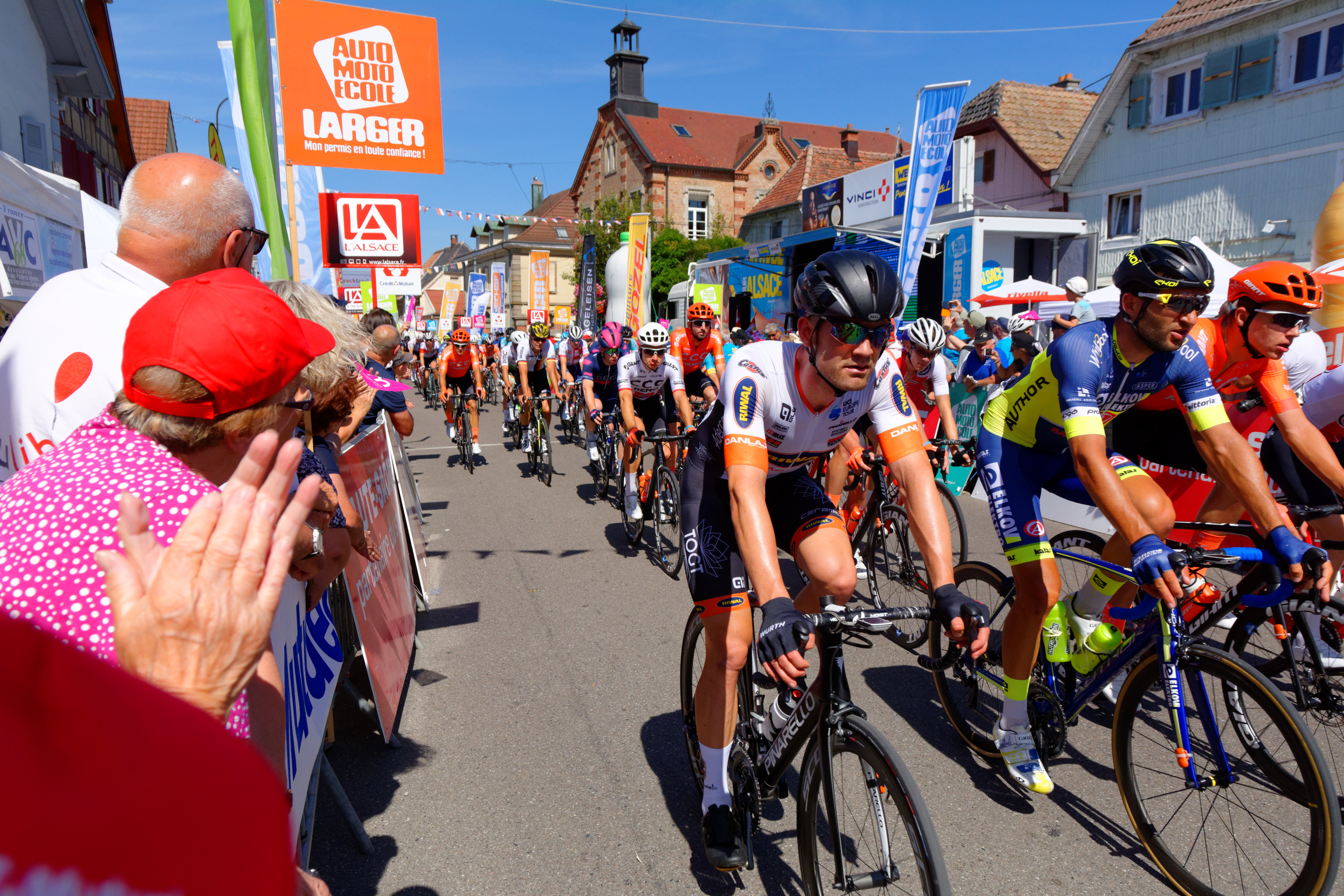
Étape du Tour Alsace à Dannemarie (Haut-Rhin) le 4 août 2019.

| Année | Vainqueur              | Deuxième              | Troisième           |
| ----- | ---------------------- | --------------------- | ------------------- |
| 2004  | Stéphan Ravaleu        | Jérôme Chevallier     | Olivier Grammaire   |
| 2005  | Alexandre Sabalin      | Thijs Zonneveld (nl)  | Julien Guiborel     |
| 2006  | Johannes Fröhlinger    | Alexandr Pliuschin    | Nicolas Reynaud     |
| 2007  | Benoît Luminet         | Paul Moucheraud       | Giuseppe Ribolzi    |
| 2008  | Robert Bengsch         | Hannes Blank          | Steve Houanard      |
| 2009  | Simon Zahner           | Lubomír Petruš        | Frederik Wilmann    |
| 2010  | Wilco Kelderman        | Hubert Schwab         | Nicolas Edet        |
| 2011  | Thibaut Pinot          | Stian Remme           | Nikita Novikov      |
| 2012  | Jonathan Tiernan-Locke | Alexandr Pliuschin    | Warren Barguil      |
| 2013  | Silvio Herklotz        | Fernando Orjuela      | Philipp Walsleben   |
| 2014  | Karel Hník             | Jack Haig             | Jan Hirt            |
| 2015  | Vegard Stake Laengen   | Sam Oomen             | Bjørn Tore Hoem     |
| 2016  | Maximilian Schachmann  | Scott Davies          | Kilian Frankiny     |
| 2017  | Lucas Hamilton         | Carl Fredrik Hagen    | Brandon McNulty     |
| 2018  | Geoffrey Bouchard      | Marc Hirschi          | Brandon McNulty     |
| 2019  | Thomas Pidcock         | Michal Schlegel       | Jimmy Janssens      |
| 2020  | Annulé                 | Annulé                | Annulé              |
| 2021  | José Félix Parra       | Sébastien Reichenbach | Leon Heinschke      |
| 2022  | Finlay Pickering       | Lennert Van Eetvelt   | Roland Thalmann     |
| 2023  | Sebastian Berwick      | Mathys Rondel         | Frank van den Broek |
| 2024  | Joris Delbove          | Colby Simmons         | Jørgen Nordhagen    |
| 2025  | Markel Beloki          | Kamiel Eeman          | Axel Mariault       |